# 갈색긴혀박쥐
갈색긴혀박쥐(Glossophaga commissarisi)는 주걱박쥐과(신세계잎코박쥐류)에 속하는 박쥐의 일종이다. 남아메리카와 중앙아메리카에서 발견된다.

## 특징
작은 박쥐로 몸길이가 42~61mm, 전완장이 32~35mm, 꼬리 길이는 4~11mm이다. 발 길이는 8~12mm, 귀 길이는 11~16mm이고 몸무게는 최대 11g이다. 등 쪽 털은 계피색 갈색부터 거무스레한 갈색까지 다양하지만 배 쪽은 갈색빛 노랑부터 회색빛 갈색까지 띤다. 주둥이는 가늘고 길며 작은 피침 형태의 잎코를 갖고 있다. 핵형은 2n=32, FNa=60이다.

## 생태
나무 구멍 속과 동굴, 굴 속에서 은신한다. 파초속과 우단콩속 식물의 꽃꿀과 꽃가루, 아크니스투스속 열매를 먹고 나방을 먹기도 한다. 1월과 4월 사이 그리고 7월과 8월 사이에 일 년에 한두번 한 마리의 새끼를 낳는다.

## 분포 및 서식지
멕시코 북서부와 남부 지역부터 페루와 동쪽으로 가이아나까지 아메리카 대륙에 널리 분포한다. 해발 최대 2,000m 이내의 상록수림과 바나나 농장, 초원 지대에서 서식한다.

## 아종
3종의 아종이 알려져 있다.
- G. c. commissarisi - 유카탄반도를 제외한 멕시코 남부와 과테말라, 벨리즈, 온두라스, 엘살바도르, 코스타리카, 파나마
- G. c. bakeri (Webster & Jones, 1987) - 콜롬비아 남부, 에콰도르 동부, 페루 북동부, 브라질 아마조나스주, 가이아나 서부
- G. c. hespera (Webster & Jones, 1982) - 멕시코 시날로아주와 두랑고주 지역부터 콜리마주 지역까지 분포